# NGC 494
NGC 494 este o galaxie spirală situată în constelația Peștii. A fost descoperită în 22 noiembrie 1827 de către John Herschel.